# Chu Ân Lai
Chu Ân Lai (giản thể: 周恩来; phồn thể: 周恩來; bính âm: Zhōu Ēnlái; Wade–Giles: Chou En-lai) (5 tháng 3 năm 1898 – 8 tháng 1 năm 1976), là một lãnh đạo cấp cao của Đảng Cộng sản Trung Quốc, từng giữ chức Thủ tướng Cộng hoà Nhân dân Trung Hoa từ 1949 cho tới khi ông qua đời tháng 1 năm 1976, và Bộ trưởng Ngoại giao từ năm 1949 tới năm 1958. Chu Ân Lai đóng vai trò quan trọng trong cuộc đấu tranh giành quyền lực của Đảng Cộng sản, và sau này trong việc xây dựng nền kinh tế Trung Quốc cũng như tái cơ cấu xã hội Trung Quốc. Trên bình diện quốc tế, Chu Ân Lai là một nhà ngoại giao tài năng, là người ủng hộ quan điểm chung sống hòa bình và từng tham gia vào Hội nghị Geneva năm 1954. Nhờ phẩm chất đạo đức của mình, ông rất được lòng dân chúng, và cái chết của Chu Ân Lai khiến sự ủng hộ của dân chúng tăng mạnh trở thành yếu tố then chốt trong cuộc chuyển giao quyền lực ở Trung Quốc từ Mao Trạch Đông sang Đặng Tiểu Bình.

## Tuổi trẻ

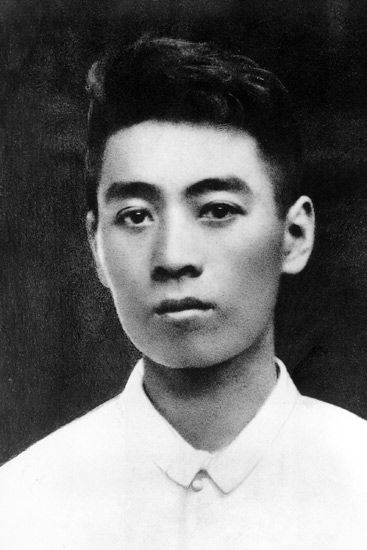
Chu Ân Lai (năm 1919)

Chu Ân Lai sinh ngày 5 tháng 3 năm 1898 tại huyện Sơn Dương, phủ Hoài An (nay là địa cấp thị Hoài An), tỉnh Giang Tô, Trung Quốc nhưng quê gốc ở địa cấp thị Thiệu Hưng, tỉnh Chiết Giang. Gia đình ông, dù thuộc tầng lớp trí thức, nhưng không phong lưu. Ông nội ông là một quan chức cấp thấp trong triều với mức lương ít ỏi. Cha ông liên tục trượt trong các kỳ thi, và trong suốt cuộc đời ông chỉ làm những chân thư ký cấp thấp.
Chu Ân Lai là con trai lớn nhất và cháu đích tôn của họ Chu. Khi chưa tới một tuổi, ông được người em út của cha nhận làm con nuôi, ông này khi ấy đang mỏi mòn vì bệnh lao. Cha ông hy vọng rằng việc nhận con nuôi sẽ giúp người em trai không chết trẻ, nhưng đây là một vấn đề nghiêm trọng đối với một gia đình theo truyền thống Khổng giáo.
Bà Trần, mẹ nuôi của ông, bắt đầu dạy chữ Hán cho ông khi ông mới chập chững. Khi lên bốn tuổi ông đã có thể đọc và viết hàng trăm chữ.
Năm 1907, mẹ ruột của ông chết vì bệnh lao, và vào mùa hè năm 1908 bà Trần cũng qua đời. Chu Ân Lai mồ côi khi mới lên mười, vì thế mọi người thu xếp để ông rời Hoài An tới thành phố Thẩm Dương ở Mãn Châu sống với người cậu, Di Canh. Khi mười hai tuổi, Chu Ân Lai theo học trường Đông Quan, nơi có cách "giáo dục mới," như toán học và khoa học tự nhiên, cũng như lịch sử Trung Quốc, địa lý và văn học. Các học sinh cũng được tiếp cận với những bản dịch các cuốn sách phương Tây, nơi Chu Ân Lai học được về tự do, dân chủ và các cuộc cách mạng Mỹ, Pháp.
Năm 1913, lúc mười lăm tuổi, Chu Ân Lai tốt nghiệp trường Đông Quan và vào tháng 9 năm ấy ông ghi tên theo học trường Nam Khai tại Thiên Tân. Trong suốt thời gian học tập của ông, Trung Quốc luôn ở trong tình trạng hỗn loạn. Năm 1911 cuộc Cách mạng Tân Hợi của Tôn Dật Tiên lật đổ nhà Thanh thành lập nước Trung Hoa Dân Quốc. Cuộc Đại chiến thế giới bùng nổ tại châu Âu khiến sức ép từ những kẻ xâm lược châu Âu có giảm bớt, nhưng mang lại cho Nhật Bản cơ hội mở rộng tầm ảnh hưởng của mình. Chu Ân Lai thấy rằng Trung Quốc đang bị phá hoại bởi những cuộc can thiệp từ bên ngoài. Ông tham gia các cuộc phản kháng và biểu tình cho đất nước.
Tiếp đó Chu Ân Lai theo học đại học tại Tokyo. Mục tiêu của ông là trở thành một giáo viên để có thể gây ảnh hưởng tới giới trẻ Trung Quốc. Nhưng ông thấy mình không thể tập trung. Ông không thể học và tiếng Nhật của ông cũng kém, khiến ông không theo kịp bài giảng. Tại Nam Khai ông đã viết và phát biểu chống lại sức ép quân sự và chính trị của Nhật tại Trung Quốc và tình trạng rối loạn không thể tránh khỏi trong nước. Ông hô hào các bạn học hành động để cứu vãn Trung Quốc. Sau đó ông quyết định rời Nhật Bản do một phần bị ảnh hưởng bởi quyết định rời Nhật Bản một người bạn học trong trường Nam Khai thời điểm đó là Đồng Quan Hiền (chữ Hoa giản thể: 童冠贤，chữ Hoa phồn thể: 童冠賢）.
Đầu tháng 5 năm 1919, thất vọng và không thể hoàn thành công việc học tập, ông rời Nhật Bản. Chu Ân Lai tới Thiên Tân ngày 9 tháng 5, vừa kịp để tham dự Phong trào mùng 4 tháng 5 năm 1919.

## Các hoạt động cách mạng

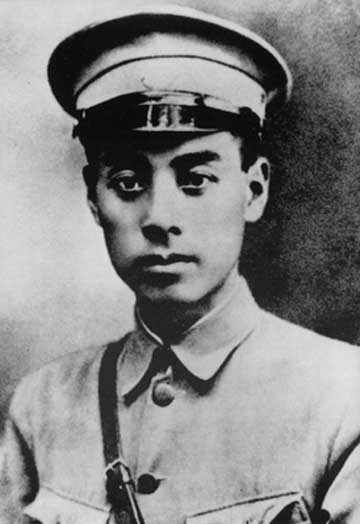
Chu Ân Lai (năm 1924)

Chu Ân Lai lần đầu tiên nổi tiếng là một nhà hoạt động trên phạm vi quốc gia trong Phong trào mùng 4 tháng 5. Ông đã ghi tên theo học khoa văn trường Đại học Nam Khai, khiến ông có cơ hội tới thăm các khoa trong trường, nhưng ông không bao giờ tới lớp học. Ông trở thành một trong những người tổ chức Hiệp hội Sinh viên Thiên Tân, với mục tiêu công khai là "đấu tranh chống các lãnh chúa và chống chủ nghĩa đế quốc, và cứu Trung Hoa khỏi diệt chủng." Chu Ân Lai trở thành chủ bút tờ báo của hiệp hội sinh viên, tờ Sinh viên Thiên Tân. Tháng 9, ông thành lập Hội cứu tế (Awareness Society) với mười hai nam giới và tám phụ nữ. Đặng Dĩnh Siêu, cô gái mười lăm tuổi, vợ của Chu Ân Lai sau này, cũng là một thành viên sáng lập. (Nhưng mãi tới ngày 8 tháng 8 năm 1925 họ mới lập gia đình). Chu Ân Lai đóng vai trò then chốt trong việc sáp nhập giữa Hiệp hội Sinh viên Thiên Tân toàn nam giới và Hội Phụ nữ Yêu nước toàn nữ giới.
Tháng 1 năm 1920, cảnh sát bố ráp xưởng in và bắt giữ nhiều thành viên Hội cứu tế. Chu Ân Lai dẫn đầu một nhóm sinh viên phản đối các vụ bắt giữ, và chính ông cũng bị bắt với 28 người khác. Sau phiên toà vào tháng 7, họ chỉ bị kết án một tội nhỏ và được thả. Quốc tế Cộng sản III đã muốn thu nhập Chu Ân Lai vào Đảng Cộng sản Trung Quốc, nhưng dù đang nghiên cứu Chủ nghĩa Marx ông vẫn chưa tham gia. Thay vì đi sang Moskva học tập, ông chọn sang Pháp với tư cách một nhà tổ chức sinh viên. Đặng Dĩnh Siêu ở lại chịu trách nhiệm điều hành Hội cứu tế khi ông vắng mặt.

## Học tập tại Pháp và những năm tháng ở châu Âu
Ngày 7 tháng 11 năm 1920, Chu Ân Lai và 196 sinh viên Trung Quốc khác đi thuyền từ Thượng Hải tới Marseille, Pháp. Tại Marseille họ được một thành viên Ủy ban Giáo dục Trung-Pháp tiếp đón và lên tàu hoả tới Paris. Hầu như ngay khi tới nơi, Chu Ân Lai đã rơi vào một cuộc tranh luận giữa các sinh viên và các cơ quan giáo dục đang điều hành chương trình "làm việc và học tập". Theo đó, các sinh viên sẽ được cho vào làm việc bán thời gian tại các nhà máy và theo học bán thời gian. Tuy nhiên, vì sự tham nhũng và mua chuộc trong Ủy ban Giáo dục, các sinh viên không được trả tiền. Vì thế, họ đơn giản chỉ là những lao động rẻ tiền cho các ông chủ nhà máy Pháp và đổi lại nhận được rất ít sự giáo dục. Chu Ân Lai đã viết những bài báo gửi về Trung Quốc lên án uỷ ban và các quan chức chính phủ tham nhũng.
Chu Ân Lai tới Anh Quốc vào tháng 1; ông xin và được chấp nhận làm sinh viên tại Đại học Edinburgh. Nhưng mãi tới tháng 10 chương trình học mới bắt đầu, vì thế ông quay lại Pháp, đến ở với Lưu Thanh Dương và Trương Thân Phủ, những người đã thành lập một chi bộ Cộng sản. Chu Ân Lai gia nhập nhóm và được giao phó nhiệm vụ chính trị và tổ chức. Có một số tranh cãi về thời điểm Chu Ân Lai gia nhập Đảng Cộng sản Trung Quốc. Để giữ bí mật các thành viên không mang theo thẻ đảng. Chính Chu Ân Lai đã viết "mùa thu, 1922" trong một lần thẩm tra của Đại hội Đảng lần thứ 7 năm 1945.
Có khoảng 2.000 sinh viên Trung Quốc tại Pháp, khoảng 200 tại Bỉ và Anh và khoảng 300 tới 400 tại Đức. Trong bốn năm tiếp sau, Chu Ân Lai là người phụ trách tuyển mộ, tổ chức và phối hợp các hoạt động của Liên đoàn Thanh niên Xã hội chủ nghĩa. Ông đi lại liên tục giữa Bỉ, Đức và Pháp, hộ tống các thành viên của Đảng qua Berlin đi tàu tới Moskva, học cách tổ chức cách mạng.
Ban đầu, Đảng Cộng sản Trung Quốc, được Trần Độc Tú thành lập tháng 7 năm 1921, từ chối đề xuất của Quốc tế Cộng sản III rằng họ sẽ thành lập một "mặt trận thống nhất" với Quốc Dân Đảng mới ra đời của Tôn Dật Tiên, nhưng vào năm 1923 Đảng Cộng sản đã thay đổi chính sách. Chu Ân Lai khi ấy chịu trách nhiệm phối hợp hoạt động giữa hai phong trào khác biệt chính trị này ở châu Âu. Rõ ràng ông đã làm việc rất hiệu quả nên được ra lệnh quay trở lại Trung Quốc nhận nhiệm vụ thống nhất mặt trận ở cứ điểm mạnh của Quốc Dân Đảng tại Quảng Châu. Ông tới Hồng Kông tháng 7 năm 1924.

## Mặt trận thống nhất thứ nhất

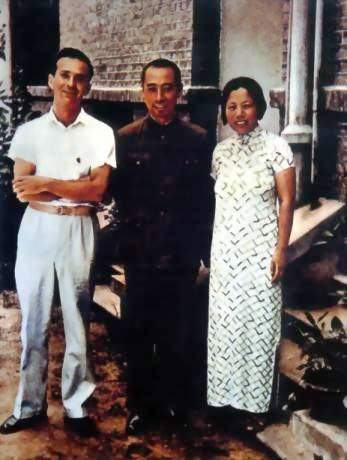
Chu Ân Lai (giữa) và vợ Đặng Dĩnh Siêu cùng nhà báo Mỹ Edgar Snow, khoảng năm 1938.

Tháng 1 năm 1924, Tôn Dật Tiên đã chính thức tuyên bố liên minh giữa Quốc Dân Đảng và những người Cộng sản, và một kế hoạch viễn chinh quân sự nhằm thống nhất Trung Quốc và tiêu diệt các lãnh chúa. Viện Hàn lâm Quân sự Hoàng Phố được thành lập vào tháng 3 nhằm đào tạo các vị sĩ quan cho quân đội để đối đầu với các lãnh chúa. Tàu chiến Nga cung cấp vũ khí tại các cảng ở Quảng Châu. Các cố vấn của Quốc tế Cộng sản III từ Mátxcơva cũng có mặt. Tháng 10, một thời gian ngắn sau khi quay trở về từ châu Âu, Chu Ân Lai được chỉ định làm phó giám đốc ban chính trị Trường quân sự Hoàng Phố tại Quảng Châu.
Chu Ân Lai nhanh chóng nhận ra Quốc Dân Đảng đang lo mưu đồ cho riêng mình. Phe hữu mạnh trong Quốc Dân Đảng phản đối kịch liệt liên minh với Cộng sản. Chu Ân Lai tin rằng Đảng Cộng sản Trung Quốc, để tồn tại phải có một đội quân của riêng mình. "Quốc Dân Đảng là một liên minh của những quân phiệt hay phản bội" ông đã nói với người bạn là Nhiếp Vinh Trăn, mới tới từ Moskva và được chỉ định làm phó giám đốc Học viện. Cùng nhau họ đã tổ chức một nhóm các sĩ quan nòng cốt là các thành viên Đảng Cộng sản và theo các nguyên tắc của Marx. Trong một thời gian họ không gặp cản trở nào, thậm chí từ phía cả Tưởng Giới Thạch, giám đốc Trường Hoàng Phố.
Tôn Dật Tiên mất ngày 12 tháng 3 năm 1925. Ngay khi ông mất, rắc rối nảy sinh tại Quảng Châu. Một lãnh chúa tên là Trần Quýnh Minh Tổng trưởng nội chính kiêm Tổng trưởng lục quân, tổng tư lệnh và tỉnh trưởng Việt quân tìm cách chiếm giữ thành phố và tỉnh này. Cuộc Đông Chinh, do Chu Ân Lai lãnh đạo, được tổ chức như một chiến dịch quân sự chống lại Trần. Với những sĩ quan nòng cốt của Đảng Cộng sản họ đã thắng lợi lớn. Chu Ân Lai được thăng chức lãnh đạo phòng thiết quân luật của Trường Hoàng Phố. Ông nhanh chóng dẹp tan một âm mưu lật đổ của một vị lãnh chúa khác trong thành phố. Trần Quýnh Minh một lần nữa tổ chức hành quân vào tháng 10 năm 1925. Một lần nữa Chu Ân Lai lại đánh bại ông tà và lần này chiếm được thành phố Sán Đầu quan trọng trên bờ biển phía nam Trung Quốc. Chu Ân Lai được chỉ định làm uỷ viên đặc biệt của Sán Đầu và vùng xung quanh. Ông bắt đầu xây dựng một nhánh đảng tại Sán Đầu và giữ bí mật tên tuổi những người tham gia.
Ngày 8 tháng 8 năm 1925, ông và Đặng Dĩnh Siêu tổ chức lễ cưới sau một thời gian yêu nhau dài tới năm năm. Họ chưa có con nhưng nhận đỡ đầu nhiều trẻ em mồ côi thuộc đội "cảm tử cách mạng"; một người trong số đó sau này trở thành thủ tướng Lý Bằng.
Sau cái chết của Tôn Dật Tiên, Quốc Dân Đảng nằm dưới sự quản lý của một chế độ tam đầu chế gồm Tưởng Giới Thạch, Liêu Trọng Khải và Uông Tinh Vệ, nhưng vào tháng 8 năm 1925 thành viên cánh tả, Liêu Trọng Khải, bị ám sát. Tưởng Giới Thạch lợi dụng vụ này để tuyên bố thiết quân luật và củng cố quyền kiểm soát của phe cánh hữu. Ngày 18 tháng 3 năm 1926, trong khi Mikhail Borodin, vị cố vấn Quốc tế Cộng sản III người Nga của Mặt trận Thống nhất, đang ở Thượng Hải, Tưởng Giới Thạch đạo diễn một vụ việc mới để cướp quyền của những người Cộng sản. Vị chỉ huy và các thủy thủ một thuyền chiến của Quốc Dân Đảng bị bắt tại cảng Hoàng Phố, Xem Vụ việc tàu chiến Trung Sơn. Tiếp sau là những cuộc bố ráp vào Trụ sở Quân đoàn số 1 và Trường Quân sự Hoàng Phố. Tổng cộng 65 đảng viên Cộng sản bị bắt giữ, gồm cả Nhiếp Vinh Trăn. Tình trạng khẩn cấp quốc gia được ban hành và lệnh giới nghiêm được áp dụng. Chu Ân Lai vừa mới quay trở về từ Shantou và cũng bị giữ 48 giờ. Khi được thả ông đối đầu với Tưởng Giới Thạch và buộc tội ông ta phá hoại Mặt trận Thống nhất nhưng Tưởng cho rằng ông ta chỉ tiêu diệt một âm mưu của những người Cộng sản. Khi Borodin từ Thượng Hải quay về ông tin vào lời lẽ của Tưởng Giới Thạch và khiển trách Chu Ân Lai. Theo yêu cầu của Tưởng, Borodin đưa ra một danh sách các thành viên Đảng Cộng sản Trung Quốc cũng là các thành viên Quốc Dân Đảng. Những thành viên duy nhất thoát khỏi danh sách này là những người mới được Chu Ân Lai tuyển mộ. Tưởng Giới Thạch cách chức tất cả các sĩ quan Đảng Cộng sản khỏi Quân đoàn thứ nhất. Uông Tinh Vệ, bị coi là có cảm tình với những người cộng sản, được thuyết phục ra đi theo một "chuyến nghiên cứu" tại châu Âu. Chu Ân Lai bị tước mọi trách nhiệm liên quan tới Mặt trận Thống nhất, trao lại quyền điều hành tuyệt đối cho Tưởng Giới Thạch.

## Từ Thượng Hải tới Diên An
Sau khi cuộc Bắc phạt bắt đầu, ông trở thành người tuyên truyền tầng lớp lao động. Năm 1926, ông tổ chức một cuộc tổng đình công tại Thượng Hải, mở ngỏ thành phố cho Quốc Dân Đảng. Khi liên minh Quốc-Cộng tan vỡ, Chu Ân Lai phải bỏ trốn trước cuộc khủng bố trắng. Cuối cùng ông tới vùng căn cứ Giang Tây và dần chuyển từ hệ tư tưởng chính thống đô thị sang nhánh Mao ủng hộ cách mạng nông thôn bên trong Đảng Cộng sản Trung Quốc, và trở thành một thành viên nổi bật của Đảng. Sự chuyển biến này đã hoàn thành ngay từ đầu cuộc Vạn lý Trường chinh, khi vào tháng 1 năm 1935 Chu Ân Lai hoàn toàn ủng hộ Mao trong cuộc đấu tranh với nhóm 28 người bolshevik.
Những năm tại Diên An, Chu Ân Lai là người tích cực ủng hộ một mặt trận thống nhất chống Nhật Bản. Vì thế ông đóng vai trò quan trọng trong sự biến Tây An, giúp Tưởng Giới Thạch được thả, và đàm phán Mặt trận Thống nhất Quốc-Cộng thứ hai, và đưa ra câu nói nổi tiếng "Người Trung Quốc không nên đánh nhau với người Trung Quốc mà với một kẻ thù chung: quân xâm lược". Trong Chiến tranh Trung-Nhật (1937-1945) Chu Ân Lai đóng vai trò đại sứ trong chính phủ thời chiến của Tưởng Giới Thạch ở Trùng Khánh và tham gia vào những cuộc đàm phán thất bại sau Thế chiến II.

### Kế hoạch Marshall

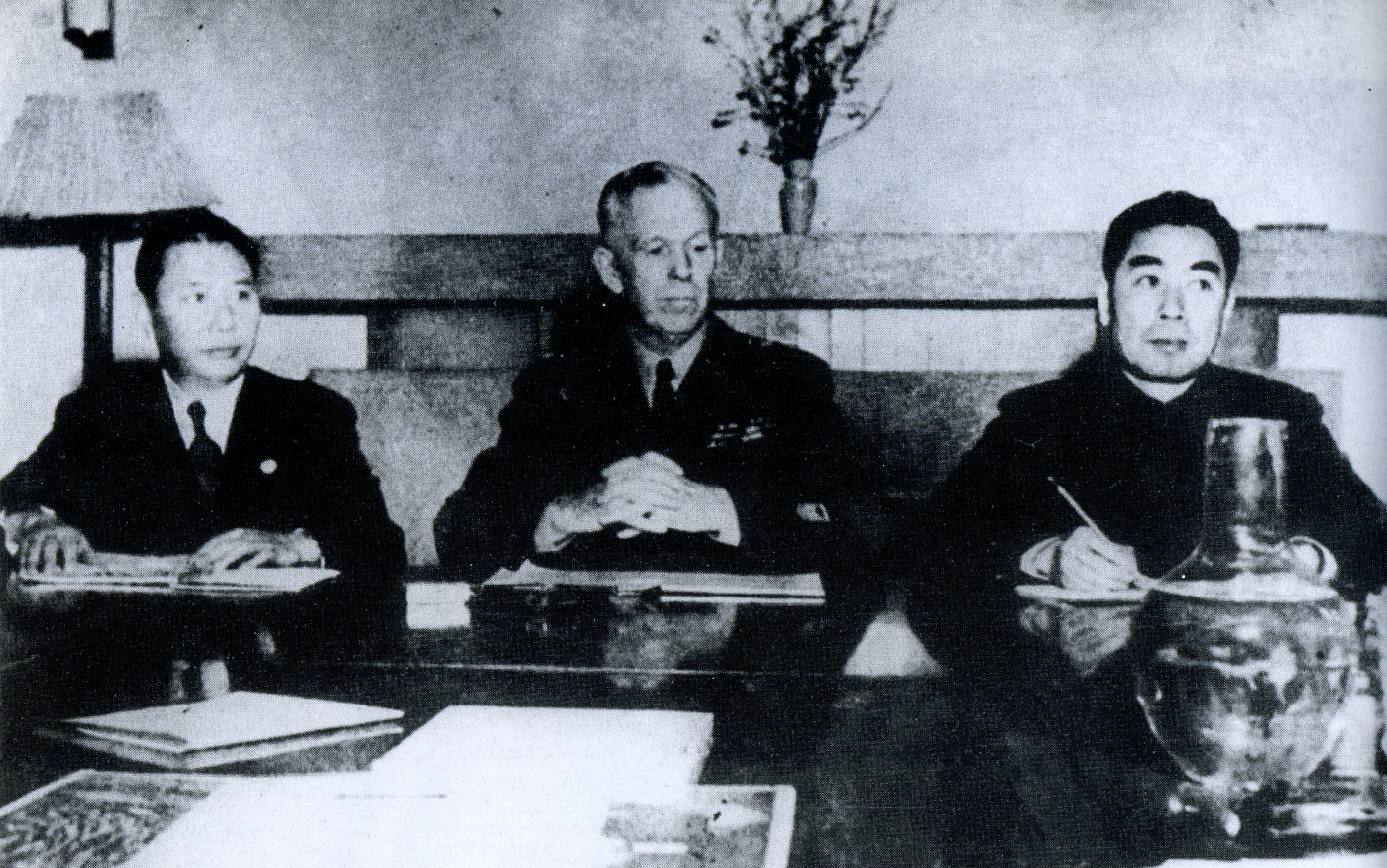
Kế hoạch Marshall (1946), trái sang phải: Trương Quần, George C. Marshall, Chu Ân Lai

Sau khi Harry S. Truman trở thành Tổng thống Hoa Kỳ, ông đã đề cử Tướng George C. Marshall làm đặc phái viên của mình tại Trung Quốc vào ngày 15 tháng 12 năm 1945. Marshall bị buộc tội môi giới một lệnh ngừng bắn giữa hai nước. Đảng Cộng sản và Quốc Dân Đảng, đồng thời gây ảnh hưởng đến cả Mao và Tưởng để tuân thủ hiệp định Trùng Khánh mà cả hai đã ký kết. Ban lãnh đạo cao nhất trong Đảng Cộng sản Trung Quốc, bao gồm cả Chu, coi việc đề cử Marshall là một bước phát triển tích cực và hy vọng rằng Marshall sẽ là một nhà đàm phán linh hoạt hơn Hurley. Chu đến Trùng Khánh để đàm phán với Marshall vào ngày 22 tháng 12.
Giai đoạn đầu của cuộc đàm phán diễn ra suôn sẻ. Chu đại diện cho Đảng Cộng sản, Marshall đại diện cho người Mỹ, và Trương Quần (sau này được thay thế bởi Trương Trị Trung) đại diện cho Quốc Dân Đảng. Vào tháng 1 năm 1946, cả hai bên đồng ý chấm dứt chiến sự và tổ chức lại quân đội theo nguyên tắc tách quân đội khỏi các đảng phái chính trị. Chu đã ký những thỏa thuận này với nhận thức rằng không bên nào có thể thực hiện những thay đổi này. Tưởng có bài phát biểu hứa hẹn tự do chính trị, quyền tự trị địa phương, bầu cử tự do và thả tù nhân chính trị. Chu hoan nghênh những tuyên bố của Tưởng và bày tỏ sự phản đối nội chiến.
Ban lãnh đạo Đảng Cộng sản nhìn nhận các thỏa thuận này một cách lạc quan. Vào ngày 27 tháng 1 năm 1946, Ban Bí thư Đảng Cộng sản bổ nhiệm Chu là một trong tám nhà lãnh đạo tham gia vào chính phủ liên minh trong tương lai (các nhà lãnh đạo khác bao gồm Mao, Lưu Thiếu Kỳ và Chu Đức). Có đề nghị đề cử Chu làm phó chủ tịch nước Trung Quốc. Mao bày tỏ mong muốn đến thăm Hoa Kỳ và Chu nhận được lệnh thao túng Marshall để thúc đẩy tiến trình hòa bình.

## Nội chiến Quốc-Cộng

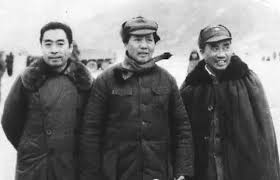
Bộ ba lãnh đạo Đảng Cộng sản Trung Quốc Chu Ân Lai, Mao Trạch Đông và Chu Đức trong Nội chiến Trung Quốc

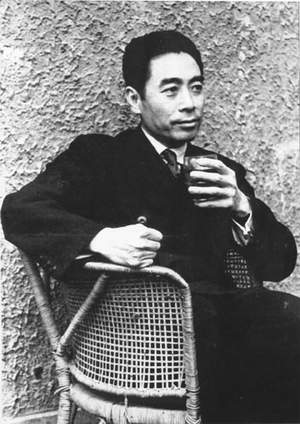
Chu tại Nam Kinh năm 1946

Sau sự thất bại của các cuộc đàm phán, Nội chiến Trung Quốc lại tiếp tục một cách nghiêm túc. Chu chuyển trọng tâm từ ngoại giao sang quân sự, đồng thời vẫn quan tâm đến công việc tình báo. Chu làm việc trực tiếp dưới quyền Mao với tư cách là trợ lý chính, phó chủ tịch Quân ủy Trung ương và tổng tham mưu trưởng. Với tư cách là người đứng đầu Ủy ban Công tác Đô thị của Ủy ban Trung ương, một cơ quan được thành lập để điều phối công việc trong các khu vực do Quốc Dân Đảng kiểm soát, Chu tiếp tục chỉ đạo các hoạt động ngầm.
Một lực lượng vượt trội của quân Quốc dân đảng đã chiếm được Diên An vào tháng 3 năm 1947, nhưng các điệp viên tình báo của Chu (chủ yếu là Hùng Hướng Huy) đã có thể cung cấp cho tướng chỉ huy Diên An, Bành Đức Hoài, những thông tin chi tiết về sức mạnh, sự phân bố quân đội của Quốc dân đảng , vị trí, lực lượng không quân và ngày triển khai. Thông tin tình báo này cho phép lực lượng Cộng sản tránh được các trận đánh lớn và giao chiến với lực lượng Quốc dân đảng trong một chiến dịch kéo dài chiến tranh du kích mà cuối cùng dẫn đến việc Bành đạt được một loạt chiến thắng lớn. Đến tháng 2 năm 1948, hơn một nửa quân số của Quốc dân đảng ở phía tây bắc đã bị đánh bại hoặc kiệt sức. Vào ngày 4 tháng 5 năm 1948, Bành đã thu được 40.000 quân phục và hơn một triệu khẩu pháo. Đến tháng 1 năm 1949, lực lượng Cộng sản chiếm giữ Bắc Kinh và Thiên Tân và kiểm soát chặt chẽ miền bắc Trung Quốc.

### Ngoại giao
Vào ngày 21 tháng 1 năm 1949, Tưởng từ chức chủ tịch chính phủ Quốc dân đảng và được kế nhiệm bởi Tướng Lý Tông Nhân. Vào ngày 1 tháng 4 năm 1949, Lý bắt đầu một loạt cuộc đàm phán hòa bình với phái đoàn gồm sáu thành viên của Đảng Cộng sản Trung Quốc. Các đại biểu của Đảng Cộng sản do Chu Ân Lai lãnh đạo, và các đại biểu của Quốc Dân Đảng do Trương Trị Trung lãnh đạo.
Chu bắt đầu cuộc đàm phán bằng cách hỏi: "Tại sao các ông lại đến Khê Khẩu (nơi Tưởng đã nghỉ hưu) để gặp Tưởng Giới Thạch trước khi rời Nam Kinh?" Trương trả lời rằng Tưởng vẫn nắm quyền, mặc dù về mặt kỹ thuật ông đã nghỉ hưu và cần có sự đồng ý của ông để hoàn tất bất kỳ thỏa thuận nào. Chu trả lời rằng Đảng Cộng sản Trung Quốc sẽ không chấp nhận một nền hòa bình giả tạo do Tưởng quyết định và hỏi liệu Trương có đưa ra các bằng chứng cần thiết để thực hiện các điều khoản mà Đảng Cộng sản mong muốn hay không. Các cuộc đàm phán tiếp tục cho đến ngày 15 tháng 4, khi Chu đưa ra "phiên bản cuối cùng" của "dự thảo thỏa thuận vì hòa bình nội bộ", về cơ bản là tối hậu thư để chấp nhận các yêu cầu của Đảng Cộng sản. Chính phủ Quốc Dân Đảng không phản hồi sau 5 ngày, báo hiệu rằng họ chưa sẵn sàng chấp nhận yêu cầu của Chu.
Ngày 21 tháng 4, Mao và Chu ra "lệnh cho quân đội tiến lên toàn quốc". Quân PLA đã chiếm được Nam Kinh vào ngày 23 tháng 4 và chiếm được thành trì Quảng Đông của Lý vào tháng 10, buộc Lý phải sống lưu vong ở Mỹ. Vào tháng 12 năm 1949, quân PLA chiếm được Thành Đô, thành phố cuối cùng do Quốc Dân Đảng kiểm soát ở Trung Quốc đại lục, buộc Tưởng phải sơ tán đến Đài Loan.

## Nắm quyền thủ tướng

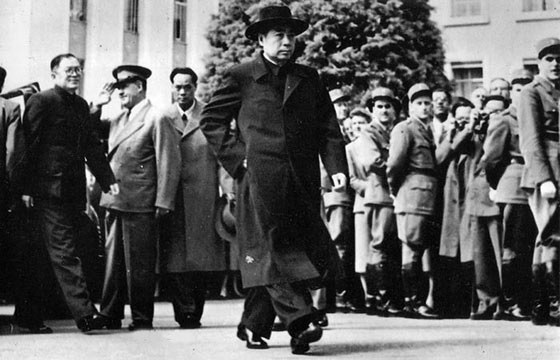
Chu An Lai ở Genève, ngày 26 tháng 4 năm 1954

Năm 1949, với sự thành lập nhà nước Cộng hoà Nhân dân Trung Hoa, Chu Ân Lai lên nắm quyền Thủ tướng và Bộ trưởng ngoại giao. Thông qua sự phối hợp của hai chức vụ và vị trí ủy viên thường vụ Bộ Chính trị gồm 5 người, Chu đã trở thành kiến trúc sư của chính sách đối ngoại thời kỳ đầu của Trung Quốc, thể hiện Trung Quốc là một thành viên mới nhưng có trách nhiệm của cộng đồng quốc tế. Chu là một nhà đàm phán giàu kinh nghiệm và được tôn trọng như một nhà cách mạng cấp cao ở Trung Quốc.
Đến đầu những năm 1950, ảnh hưởng quốc tế của Trung Quốc cực kỳ thấp. Vào cuối thời Nhà Thanh năm 1911, những tham vọng về chủ nghĩa phổ quát của Trung Quốc đã bị tan vỡ bởi một chuỗi thất bại quân sự và các cuộc xâm lược của người châu Âu và Nhật Bản. Vào cuối thời kỳ nắm quyền của Viên Thế Khải và thời kỳ Hỗn chiến quân phiệt sau đó, uy tín quốc tế của Trung Quốc đã giảm xuống "gần như không có gì". Trong Thế chiến thứ hai, vai trò hiệu quả của Trung Quốc đôi khi bị các nhà lãnh đạo Đồng minh khác nghi ngờ. Năm 1950–1953, Chiến tranh Triều Tiên đã làm trầm trọng thêm vị thế quốc tế của Trung Quốc bằng cách đẩy Hoa Kỳ vào thế thù địch, đảm bảo rằng Đài Loan sẽ nằm ngoài tầm kiểm soát của Trung Quốc và Trung Quốc sẽ nằm ngoài Liên hợp quốc trong tương lai gần. Tháng 6 năm 1953, ông đưa ra năm tuyên bố hoà bình. Ông dẫn đầu phái đoàn Cộng sản Trung Quốc tham gia Hội nghị Geneva và Hội nghị Bandung (1955). Ông đã thoát nạn sau một âm mưu ám sát của phe Quốc Dân Đảng dưới quyền Tưởng Giới Thạch trên đường trở về từ Bandung. Một quả mìn MK7 đã được giấu trên chiếc máy bay thuê Kashmir Princess chở ông. Chu Ân Lai đã đổi máy bay nhưng tất cả 16 người trong đội đều thiệt mạng. Với thái độ ôn hoà và ảnh hưởng trong khối các nước không liên kết thời Chiến tranh Lạnh, chính sách ngoại giao của ông nhằm tăng cường quan hệ với các quốc gia trong vùng như Ấn Độ, Myanma và các nước Đông Nam Á, cũng như các quốc gia châu Phi. Năm 1958, chức Bộ trưởng ngoại giao được trao lại cho Trần Nghị, Chu Ân Lai tiếp tục giữ chức vụ Thủ tướng cho tới khi ông qua đời năm 1976.

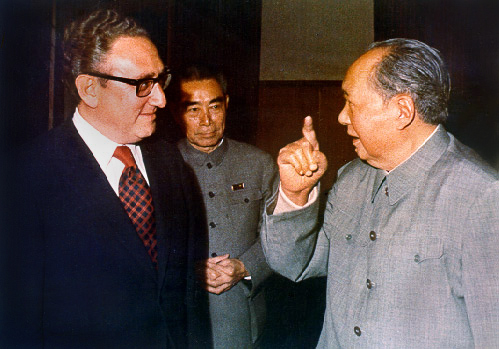
Chu Ân Lai với Henry Kissinger và Mao Trạch Đông.

Trọng tâm trong nước của ông sau khi trở thành Thủ tướng là nền kinh tế Trung Quốc, đang ở tình trạng lạc hậu sau nhiều thập kỷ chiến tranh. Ông đặt mục tiêu tăng trưởng sản xuất nông nghiệp thông qua việc tái phân phối ruộng đất. Phát triển công nghiệp cũng là một ưu tiên của ông. Ngoài ra ông còn đưa ra những sáng kiến cải cách môi trường đầu tiên ở Trung Quốc. Trong chính phủ, Mao là người vạch chính sách còn Chu Ân Lai là người thực thi.

### Ngoại giao với Ấn Độ
Những thành công ngoại giao đầu tiên của Chu là kết quả của việc theo đuổi thành công mối quan hệ nồng ấm, dựa trên sự tôn trọng lẫn nhau, với thủ tướng đầu tiên sau độc lập của Ấn Độ, Jawaharlal Nehru. Thông qua ngoại giao của mình, Chu đã thuyết phục được Ấn Độ chấp nhận việc Trung Quốc chiếm đóng Tây Tạng vào năm 1950 và 1951. Ấn Độ sau đó được thuyết phục đóng vai trò trung gian hòa giải giữa Trung Quốc và Hoa Kỳ trong nhiều giai đoạn khó khăn của các cuộc đàm phán giải quyết Chiến tranh Triều Tiên.

### Chiến tranh Triều Tiên
Khi Chiến tranh Triều Tiên nổ ra vào ngày 25 tháng 6 năm 1950, Chu đang trong quá trình giải ngũ một nửa trong số 5,6 triệu binh sĩ của PLA, dưới sự chỉ đạo của Ủy ban Trung ương. Chu và Mao đã thảo luận về khả năng can thiệp của Mỹ với Kim Nhật Thành vào tháng 5 và thúc giục Kim thận trọng nếu ông ta định xâm lược và chinh phục Hàn Quốc, nhưng Kim từ chối xem xét những cảnh báo này một cách nghiêm túc. Vào ngày 28 tháng 6 năm 1950, sau khi Hoa Kỳ thông qua một nghị quyết của Liên Hợp Quốc lên án hành động xâm lược của Triều Tiên và cử Hạm đội thứ bảy đến "vô hiệu hóa" Eo biển Đài Loan, Chu đã chỉ trích cả Liên Hợp Quốc và Các sáng kiến của Hoa Kỳ là "xâm lược vũ trang trên lãnh thổ Trung Quốc."
Mặc dù thành công ban đầu của Kim khiến ông dự đoán rằng mình sẽ thắng cuộc chiến vào cuối tháng 8, nhưng Chu và các nhà lãnh đạo Trung Quốc khác lại bi quan hơn. Chu không chia sẻ niềm tin của Kim rằng chiến tranh sẽ kết thúc nhanh chóng và ngày càng lo sợ rằng Hoa Kỳ sẽ can thiệp. Để chống lại khả năng Mỹ xâm lược Triều Tiên hoặc Trung Quốc, Chu đã đảm bảo cam kết của Liên Xô về việc Liên Xô hỗ trợ lực lượng Trung Quốc bằng sự yểm trợ trên không và triển khai 260.000 lính Trung Quốc dọc biên giới Triều Tiên, dưới sự chỉ huy của Cao Cương, nhưng họ được lệnh nghiêm khắc không được tiến vào Triều Tiên hoặc giao chiến với các lực lượng của Liên hợp quốc hoặc Hoa Kỳ trừ khi họ tự giao chiến. Chu chỉ huy Sài Thành Văn tiến hành khảo sát địa hình Triều Tiên và chỉ đạo Lôi Anh Phu, cố vấn quân sự của Chu ở Triều Tiên, phân tích tình hình quân sự ở đó. Lôi kết luận rằng MacArthur rất có thể sẽ cố gắng hạ cánh xuống Incheon.

### Đối nội
Năm 1958, Mao Trạch Đông bắt đầu chương trình Đại nhảy vọt, với mục tiêu tăng mức sản xuất công nghiệp và nông nghiệp của Trung Quốc lên những tầm không tưởng. Là nhà quản lý thực tế và được lòng dân, Chu Ân Lai vẫn giữ được chức vụ của mình trong thời gian này. Cách mạng Văn hoá (1966-1976) ảnh hưởng lớn tới ông tuy nhiên Chu Ân Lai được Mao xem là người có năng lực và ngoan ngoãn phục tùng Mao vì thế ông đã không bị thanh trừng trong cuộc Cách mạng văn hóa như những lãnh đạo khác dám có ý kiến phản đối Mao. Ở những giai đoạn cuối cuộc cách mạng này năm 1975, ông đã đưa ra "bốn hiện đại hoá" để sửa chữa những sai lầm do nó gây ra và sau này trở thành trọng tâm trong chính sách đối nội của Đặng Tiểu Bình.
Nổi tiếng là một nhà ngoại giao có tài, Chu Ân Lai chịu trách nhiệm chính trong việc tái lập các mối quan hệ với phương Tây hồi đầu thập niên 1970. Ông đã chào mừng Tổng thống Richard Nixon tới Trung Quốc tháng 2 năm 1972, và ký kết Thông cáo Thượng Hải.
Sau khi biết mình bị ung thư, ông bắt đầu chuyển giao nhiều trách nhiệm của mình cho Đặng Tiểu Bình. Trong những giai đoạn cuối cuộc Cách mạng Văn hoá, Chu Ân Lai chính là mục tiêu mới của các chiến dịch chính trị của Bè lũ bốn tên của Chủ tịch Mao năm 1975 với khẩu hiệu "chỉ trích Tống Giang, đánh giá Thủy hử", ám chỉ tới một tác phẩm văn học Trung Quốc, coi Chu Ân Lai là một hình mẫu kẻ thất bại chính trị. Ngoài ra chiến dịch Chỉ trích Lâm, Chỉ trích Khổng (Phê Lâm phê Khổng vận động) cũng nhắm mục tiêu vào Thủ tướng Chu Ân Lai bởi ông bị coi là một trong những đối thủ chính trị của Bè lũ bốn tên.

## Cái chết và các phản ứng

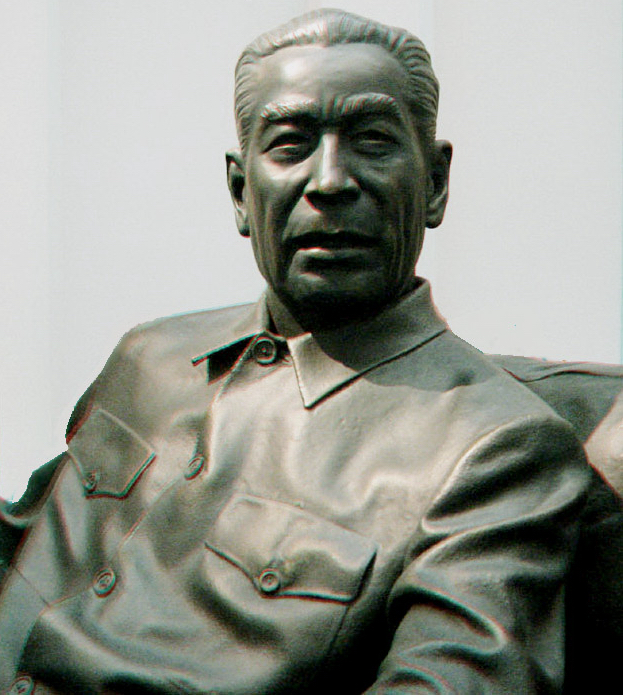
Tượng Chu Ân Lai

Năm 1974 Chu Ân Lai phải vào viện vì ung thư bàng quang, nhưng vẫn tiếp tục điều hành công việc từ bên trong bệnh viện, còn Đặng Tiểu Bình là Phó thủ tướng thứ nhất chịu trách nhiệm hầu hết các vấn đề quan trọng của Quốc vụ viện. Chu Ân Lai mất buổi sáng ngày 8 tháng 1 năm 1976, 8 tháng trước Mao Trạch Đông. Trong cuốn sách của mình, Mao: Câu chuyện chưa biết, Jung Chang (Trương Nhung) và Jon Halliday xác nhận rằng Mao cố tình không cho Chu Ân Lai chữa bệnh ung thư bởi ông không muốn Chu Ân Lai sống lâu hơn mình. Nhiều quốc gia trong Phong trào không liên kết đã gửi lời chia buồn trước cái chết của Chu Ân Lai một nhà ngoại giao và nhà thương thuyết nổi tiếng trên trường quốc tế, nhiều nước coi cái chết của ông là một mất mát to lớn. Ngày 15 tháng 1 năm 1976, lễ quốc tang dành cho ông được tổ chức trang trọng, Phó Thủ tướng Quốc vụ viện Đặng Tiểu Bình làm trưởng ban lễ tang. Sau đó, thi thể ông được hoả thiêu và tro được rải từ máy bay xuống các ngọn đồi và thung lũng, theo đúng nguyện vọng của ông.
Bên trong Trung Quốc, nhóm Bè lũ bốn tên (Giang Thanh và đồng bọn) coi cái chết của Chu là một thuận lợi lớn cho mưu đồ chính trị của họ, bởi vật cản lớn duy nhất còn lại trước ngôi báu quyền lực tuyệt đối ở Trung Quốc của họ đã mất. Sau lễ quốc tang Chu Ân Lai, Đặng Tiểu Bình đã có bài điếu văn chính thức ca ngợi Chu Ân Lai, nhưng sau này ông đã bị buộc rời bỏ chính trị sau cái chết của Mao.
Từ khi mất, một căn phòng tưởng niệm đã được dành riêng cho ông và người vợ yêu dấu tại Thiên Tân, được đặt tên là Phòng tưởng niệm Chu Ân Lai và vợ Thiên Tân (天津周恩來鄧穎超紀念館), và một bức tượng đã được dựng lên ở Thành phố Nam Kinh, nơi ông từng làm việc với Quốc Dân Đảng trong thập niên 1940. Một con tem quốc gia cũng được phát hành kỷ niệm một năm ngày mất của ông năm 1977, và một lần nữa năm 1998 kỷ niệm ngày sinh lần thứ 100 của ông.

## Di sản
Chu Ân Lai thường được coi là một nhà thương thuyết có tài, một bậc thầy về thực hiện chính sách, một nhà cách mạng toàn tâm, một chính khách thực tế với sự kiên nhẫn vô biên và sự chú trọng đặc biệt tới các chi tiết công việc. Ông cũng nổi tiếng về lao động không mệt mỏi và đạo đức. Ông được coi là vị chính khách cuối cùng của tư tưởng Khổng giáo truyền thống. Phong cách chính trị của Chu Ân Lai cần được xem xét theo triết lý chính trị và nhân cách của ông. Ở mức độ lớn hơn, Chu Ân Lai là một nhân vật kết hợp giữa chính khách cộng sản và nền giáo dục Trung Hoa truyền thống: từng có tư tưởng bảo thủ và cực đoan, thực dụng và có ý thức hệ, đồng thời có niềm tin vào trật tự và sự hoà hợp cũng như một lòng tin vào sự phản kháng và cách mạng.
Dù là người có lòng tin tưởng nhiệt thành vào các lý tưởng Cộng sản, lý tưởng cơ bản của nhà nước Trung Hoa hiện đại, Chu Ân Lai thường được nhiều người cho là có ảnh hưởng ôn hoà trên một số tư tưởng thái quá của chế độ Mao, dù ông không có quyền lực cần thiết để có thể chống lại những chính sách của Mao. Có những ý kiến cho rằng ông đã sử dụng quyền lực của mình để bảo vệ một số địa điểm tôn giáo và hoàng gia cổ Trung Quốc khỏi những cuộc cướp phá của lực lượng Hồng vệ binh cũng như bảo vệ nhiều tướng lĩnh và lãnh đạo hàng đầu chính phủ khỏi các cuộc thanh trừng. Dù trong những năm gần đây Mao bị đánh giá lại, rất ít người Trung Quốc cũng như cộng đồng Hoa Kiều ở nước ngoài phê phán Chu nặng nề như Mao. Chu để lại cảm tình khá tốt trong dân chúng và giới học giả Trung Quốc.
Ông là một trong số ít nhà lãnh đạo Trung Quốc thể hiện sự tôn trọng đúng mực đối với các nước nhỏ như Việt Nam. Chu Ân Lai đã từng nói: "Nếu các bạn không thích thì chúng tôi sẽ ra đi ngay" khi Việt Nam khéo léo phản ứng việc Hồng vệ binh Trung Quốc hô hào các khẩu hiệu của Đại cách mạng văn hóa vô sản ở Hà Nội năm 1967. Và chính ông cũng nhận Hồ Chí Minh là "lão đại ca".

## Gia đình
Phu nhân của ông là Đặng Dĩnh Siêu, Ủy viên Bộ Chính trị Ban Chấp hành Trung ương Đảng Cộng sản Trung Quốc khóa XI, XII, Chủ tịch Hội nghị Hiệp thương chính trị nhân dân Trung Quốc từ năm 1983 - 1988, Bí thư thứ hai Ủy ban Kiểm tra - Kỷ luật Trung ương Đảng, Chủ tịch Hội Phụ nữ Trung Quốc.
Mặc dù Chu Ân Lai và Đặng Dĩnh Siêu không có con cái nhưng hai người đã dành rất nhiều tình thương yêu cho những đứa con của các liệt sĩ, như: Tôn Duy Thế (con gái của liệt sĩ Tôn Bính Văn) và Lý My (con gái của liệt sĩ Lý Tiểu Thạch),... Thủ tướng thứ tư của Quốc vụ viện Trung Quốc Lý Bằng cũng là con nuôi của vợ chồng Chu Ân Lai.